# Crossostylis biflora
Crossostylis biflora är en tvåhjärtbladig växtart som beskrevs av J.R. Forster och G. Forster. Crossostylis biflora ingår i släktet Crossostylis, och familjen Rhizophoraceae. Inga underarter finns listade i Catalogue of Life.